# В'єнна (Південна Дакота)
В'єнна (англ. Vienna) — місто (англ. town) в США, в окрузі Кларк штату Південна Дакота. Населення — 49 осіб (2020).

## Географія
В'єнна розташована за координатами 44°42′11″ пн. ш. 97°30′0″ зх. д. / 44.70306° пн. ш. 97.50000° зх. д. (44.703163, -97.500020).  За даними Бюро перепису населення США в 2010 році місто мало площу 2,18 км², уся площа — суходіл.

## Демографія
Згідно з переписом 2010 року, у місті мешкало 45 осіб у 18 домогосподарствах у складі 10 родин. Густота населення становила 21 особа/км².  Було 22 помешкання (10/км²).
Расовий склад населення:
| - 95,6 % — білих |

До двох чи більше рас належало 4,4 %. Частка іспаномовних становила 0,0 % від усіх жителів.
За віковим діапазоном населення розподілялося таким чином: 31,1 % — особи молодші 18 років, 53,3 % — особи у віці 18—64 років, 15,6 % — особи у віці 65 років та старші. Медіана віку мешканця становила 44,5 року. На 100 осіб жіночої статі у місті припадало 87,5 чоловіків;  на 100 жінок у віці від 18 років та старших — 63,2 чоловіків також старших 18 років.
За межею бідності перебувало 42,2 % осіб, у тому числі 100,0 % дітей у віці до 18 років та 25,0 % осіб у віці 65 років та старших.
Цивільне працевлаштоване населення становило 22 особи. Основні галузі зайнятості: виробництво — 27,3 %, будівництво — 27,3 %, роздрібна торгівля — 18,2 %, науковці, спеціалісти, менеджери — 13,6 %.